# NGC 6764
NGC 6764 este o liner situată în constelația Lebăda. A fost descoperită în 4 iulie 1885 de către Lewis A. Swift. Se află la o distanță de 23,23 de megaparseci de Pământ.